# Giulio Cesare Vanini
Giulio Cesare Vanini (Taurisano, 19 gennaio 1585 – Tolosa, 9 febbraio 1619) è stato un filosofo, medico, naturalista e libero pensatore italiano, fra i primi esponenti di rilievo del libertinismo erudito.

## Biografia
Giulio Cesare Vanini nacque a Taurisano, piccolo casale situato in Terra d'Otranto, al secolo parte del Regno di Napoli (attualmente in provincia di Lecce), nella notte tra il 19 ed il 20 gennaio del 1585, figlio di Giovan Battista Vanini, uomo d'affari toscano originario di Tresana (nell'odierna provincia di Massa-Carrara), e della sua consorte spagnola, appartenente alla facoltosa famiglia Lopez de Noguera, appaltatrice delle regie dogane della Terra di Bari, della Terra d'Otranto, della Capitanata e della Basilicata.
Nel censimento ufficiale della popolazione del casale di Taurisano, nel 1596, figurano solo i nomi di Giovan Battista Vanini, del figlio legittimo Alessandro, nato nel 1582, e del figlio naturale Giovan Francesco. Nessun cenno della moglie e dell'altro figlio legittimo Giulio Cesare. Nel 1603 Giovan Battista Vanini viene segnalato per l'ultima volta a Taurisano: si ha motivo di ritenere che dopo questa data sia rientrato a Napoli.

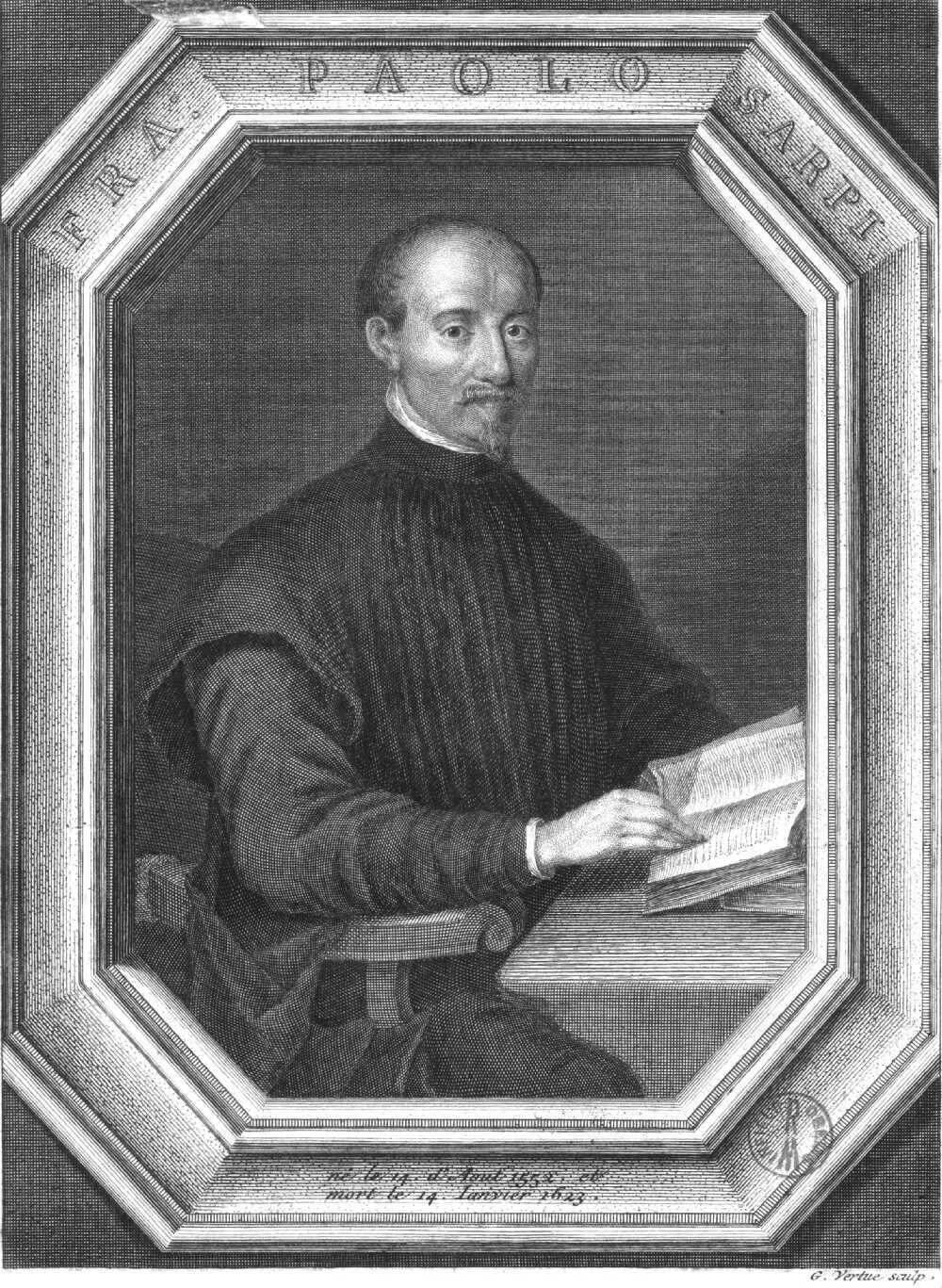
Paolo Sarpi

Sistemata ogni pendenza economica, nel 1603 entra nell'ordine carmelitano assumendo il nome di fra' Gabriele e si trasferisce a Padova per intraprendere gli studi di teologia presso quell'università. Giunge nelle terre della Repubblica di Venezia quando le polemiche provocate due anni prima dall'interdetto del papa Paolo V sono ancora vivacissime. Durante il soggiorno padovano entra in contatto con il gruppo capeggiato da Paolo Sarpi che, con l'appoggio dell'ambasciata inglese a Venezia, alimenta la polemica contro il Papa.
Giulio Cesare consegue a Napoli il titolo di dottore in utroque iure, superando nel giugno 1606 l'esame che gli consentiva di esercitare la professione di dottore nella legge civile e canonica. Come verrà descritto in documenti posteriori, egli ha assimilato una grande cultura, «parla assai bene il latino e con una grande facilità, è alto di taglia e un po' magro, ha i capelli castani, il naso aquilino, gli occhi vivi e fisionomia gradevole ed ingegnosa».
Nel 1606 probabilmente il padre del filosofo muore a Napoli. Giulio Cesare Vanini, divenuto maggiorenne, si fa riconoscere da un tribunale della capitale erede di Giovan Battista e tutore del fratello Alessandro. Con una serie di rogiti e procure notarili redatte a Napoli, Giulio Cesare inizia a sistemare ogni pendenza economica conseguente alla morte del padre: vende una casa di sua proprietà sita in Ugento, a pochi chilometri dal suo paese d'origine; nel 1607 dà mandato a uno zio materno di assolvere incarichi dello stesso tipo, incarica nel 1608 l'amico Scarciglia di recuperagli una somma e gli vende alcuni beni rimasti a Taurisano e tenuti in custodia dai due fratelli.
Nel 1611 partecipa alle prediche quaresimali, attirandosi i sospetti delle autorità religiose.

### La fuga in Inghilterra
Nel gennaio 1612, in conseguenza dei suoi atteggiamenti antipapali, viene allontanato dal convento di Padova e rinviato, in attesa di ulteriori sanzioni disciplinari, al Provinciale di Terra di Lavoro con sentenza del generale dell'Ordine Carmelitano, Enrico Silvio, ma l'anno dopo fugge in Inghilterra, insieme con il confratello genovese Bonaventura Genocchi. Nel viaggio, toccano Bologna, Milano, i Grigioni svizzeri e discendono il corso del Reno sino alla costa del Mare del Nord, attraversando la Germania, i Paesi Bassi, il canale della Manica e giungendo infine a Londra e a Lambeth, sede arcivescovile del Primate d'Inghilterra. Qui i due frati rimarranno per quasi due anni, nascondendo la loro reale identità perfino ai loro ospiti inglesi, poiché è provato che lo stesso arcivescovo di Canterbury, George Abbot, li conosceva sotto un nome diverso da quello reale.

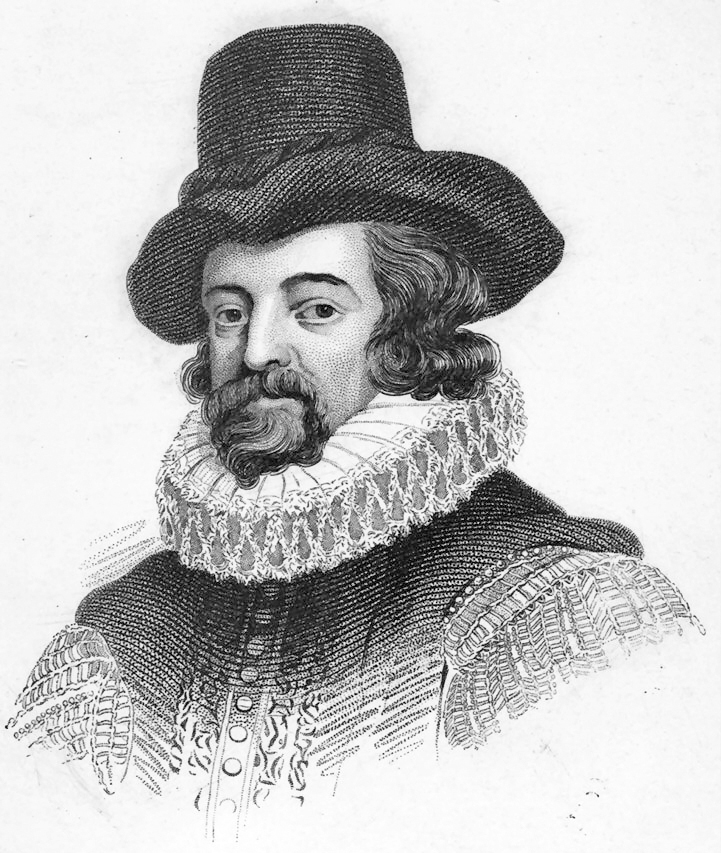
Francesco Bacone

Nel luglio 1612, nella Chiesa londinese detta "dei Merciai" o "degli Italiani", alla presenza di un folto auditorio e del filosofo Francesco Bacone, Vanini e il suo compagno fanno una pubblica sconfessione della loro fede cattolica, abbracciando la religione anglicana. In realtà i due frati non hanno tagliato i ponti con i loro ambienti di provenienza: infatti nel 1613 Genocchi viene raggiunto da una lettera molto amichevole di un amico e confratello genovese, Gregorio Spinola.
A loro volta, le autorità cattoliche vengono subito informate di questo caso. All'inizio di agosto è il nunzio a Parigi ad avvertire la Segreteria di Stato vaticana che due frati veneziani non meglio identificati sono fuggiti in Inghilterra «e si sono fatti ugonotti», che un vescovo italiano sta per seguirli e che lo stesso Paolo Sarpi, morto il doge e privato della sua protezione, per non cadere in mano dei suoi nemici, è sul punto di fuggire in Palatinato tra i protestanti; analoga notizia, arricchita di altri particolari, viene inoltrata dal nunzio in Fiandra al cardinale Borghese a Roma, che risponde mostrandosi già al corrente dei fatti e dell'esatta identità dei due frati; sa che la fuga di Vanini, di Genocchi, di Paolo Sarpi e di un non ancora identificato vescovo italiano potrebbe portare alla ricostituzione in terra protestante del gruppo di opposizione al Papato già operante nella Repubblica veneta al tempo dell'interdetto.
Nei mesi seguenti il nunzio Ubaldini da Parigi continua a inviare a Roma dettagli sulla condotta dei due frati rifugiati in Inghilterra, sulle loro predicazioni, su come sono stati accolti a corte e dalle autorità religiose, su come si continui a parlare dell'arrivo del vescovo italiano. La Segreteria di Stato vaticana esorta il nunzio in Francia ad attivare i suoi confidenti in Inghilterra al fine di scoprire l'identità del vescovo intenzionato a rifugiarvisi; in ottobre il cardinale Ubaldini da Parigi assicura alla Segreteria di Stato tutto il suo impegno in merito all'argomento dei due frati. Nello stesso dispaccio afferma che non mancherà di informare di ogni dettaglio anche il cardinale Arrigoni, che gli ha scritto in merito per conto del Papa e della Congregazione del Sant'Uffizio. Evidentemente a quella data la condotta veneziana e la successiva fuga dei due frati era già diventata argomento di discussione dell'Inquisizione Romana.
Un'altra lettera del cardinale Borghese invita il nunzio in Francia ad essere vigile sulla faccenda della fuga del vescovo in Inghilterra e, nel caso egli passi per il suolo francese, a far di tutto per «farlo ritenere», come suggerisce il Papa e «come sarebbe molto a proposito». In dicembre il Nunzio Ubaldini invia da Parigi al cardinale Borghese notizie dettagliate e di tenore molto diverso rispetto alle precedenti sui due frati, attestando la buona reputazione di cui essi godono in Inghilterra e la fiducia che possano presto essere recuperati alla Chiesa di Roma. Questa lettera viene poi trasmessa al tribunale dell'Inquisizione romana che nei primi giorni del gennaio successivo inizia di fatto a istruire il processo contro Vanini.

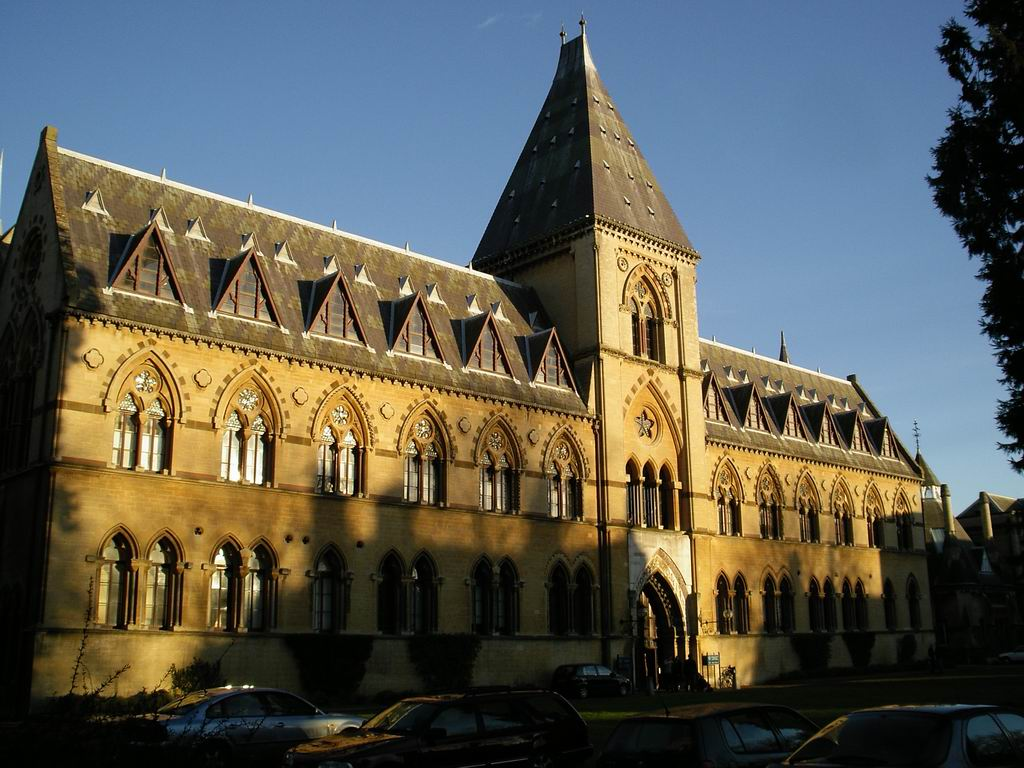
Il Museo di Storia Naturale dell'Università di Oxford

Nei mesi successivi si hanno varie notizie di un gran traffico di suppliche e lettere dei due frati a Roma, specialmente tramite l'ambasciatore spagnolo a Londra, per ottenere il perdono del papa e il rientro nel cattolicesimo. Le autorità religiose inglesi ne vengono segretamente informate e dispongono un'attenta sorveglianza nei confronti dei due frati.
Tra la fine del 1613 e l'inizio del 1614 Vanini si reca in visita all'Università di Cambridge e poi ad Oxford; qui confida ad alcuni conoscenti la sua ormai imminente fuga dall'Inghilterra, cosicché in gennaio i due frati vengono arrestati dalla guardie dell'arcivescovo dopo una funzione religiosa nella chiesa "degli Italiani" e rinchiusi in case di alcuni servi dell'arcivescovo. Scoppia un grande scandalo e dell'episodio vengono informati il re e le massime autorità dello Stato, in quanto nelle operazioni di recupero appaiono chiaramente coinvolti agenti di nazioni straniere accreditati nelle ambasciate a Londra. Altissime personalità cattoliche da Roma seguono la vicenda e la favoriscono con grande calore.
In febbraio Genocchi, eludendo la sorveglianza e con l'aiuto di agenti stranieri, fugge dalla prigione e dall'Inghilterra; in conseguenza di ciò, Vanini viene trasferito in luogo più sicuro e rinchiuso nella Carzel publica, ovvero nella Gatehouse adiacente all'abbazia di Westminster. Dilaga lo scandalo; volano le accuse di leggerezza nei confronti dei fautori della fuga dei due frati dall'Italia, mentre cominciano a circolare apertamente i nomi del cappellano dell'ambasciatore veneto a Londra, Girolamo Moravo, e dell'ambasciatore spagnolo, Diego Sarmiento de Acuña, quali autori del clamoroso "recupero". Dalla Curia romana si continua a seguire la vicenda e a favorirla in ogni modo.
A Londra viene intanto istruito il processo a Vanini: il frate rischia una severa punizione, non il rogo come i martiri della fede (come il carmelitano scriverà con enfasi poi nelle sue opere), ma una lunga deportazione in desolate colonie lontane, come l'arcivescovo Abbot suggerisce al re.

### La fuga da Londra
Tra il 10 e il 16 marzo 1614 anche Vanini riesce a evadere di prigione e a fuggire dall'Inghilterra, sempre grazie all'aiuto degli agenti dell'ambasciatore spagnolo a Londra, incoraggiato da alte personalità romane e del cappellano dell'ambasciata della Repubblica Veneta, che si avvale anche dell'opera di alcuni servi dell'ambasciatore stesso, ma all'insaputa di questi.
Due anni dopo, durante il processo della Repubblica Veneta contro l'ambasciatore Foscarini per spionaggio e per aver consentito ad Abbot di sottoporre ad interrogatorio il personale dell'ambasciata, vengono alla luce anche dettagli sulla complicità della fuga di Vanini da Londra.
In aprile Vanini e Genocchi arrivano a Bruxelles e si presentano al nunzio di Fiandra, Guido Bentivoglio, che li attende da tempo. Vengono iniziate le prime pratiche per la concessione del perdono per la fuga in Inghilterra e per l'apostasia e viene loro accordato di tornare in Italia e di vivervi in abito di prete secolare, senza più indossare l'abito religioso, ma con il vincolo dell'obbedienza al loro superiore. Forti di tali concessioni, alla fine di maggio i due frati vengono posti sulla via per Parigi, dove devono presentarsi al Nunzio di quella città, Roberto Ubaldini.
All'incirca nello stesso periodo giunge a Parigi anche l'ultimo frate "recuperato" dall'Inghilterra, fra' Nicolò da Ferrara, al secolo Camillo Marchetti. Altri due frati, invece, non ottengono il perdono dalle autorità cattoliche.

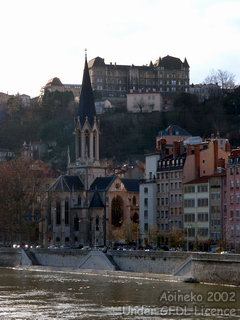
Lione, la città vecchia

A Parigi, nell'estate del 1614, durante la permanenza presso la sede del Nunzio Ubaldini, Vanini si inserisce nella polemica relativa all'accettazione dei principi del concilio di Trento in Francia, che tardava ad arrivare a causa del rifiuto di parte del clero gallicano; per orientare gli animi nella direzione voluta dalla Santa Sede, scrive i Commentari in difesa del Concilio di Trento, di cui egli poi intende avvalersi, come scrive Ubaldini ai suoi superiori in Roma, per dimostrare la sincerità del suo ritorno nella fede cattolica.
Riprende quindi la strada per l'Italia, dirigendosi a Roma, dove deve affrontare le difficili fasi finali del processo presso il tribunale dell'Inquisizione. Dimora per qualche mese a Genova, dove ritrova l'amico Genocchi e si guadagna da vivere insegnando filosofia ai figli di Scipione Doria.
Nonostante le assicurazioni ricevute, il ritorno dei frati non è del tutto tranquillo: nel gennaio 1615 Genocchi viene inaspettatamente arrestato dall'Inquisitore di Genova; a Ferrara accade lo stesso all'altro frate "recuperato", Camillo Marchetti. Vanini teme che gli accada la stessa sorte, fugge nuovamente in Francia e si dirige a Lione. Gli esiti finali delle esperienze capitate al frate genovese e a quello ferrarese - che vennero rilasciati dopo un breve periodo di detenzione e restituiti alla normale vita religiosa - sembrano indicare che forse Vanini esagerò il pericolo insito in queste operazioni di polizia dell'Inquisizione.

### In Francia
A Lione, nel giugno 1615, Vanini pubblica l'Amphitheatrum, che egli intende esibire in sua difesa alle autorità romane, come si legge in un dispaccio di Ubaldini alle autorità romane. Esso è dedicato a Francesco de Castro, ambasciatore spagnolo presso la Santa Sede, già collegato con la famiglia Vanini, da cui il frate fuggiasco s'aspetta un aiuto nell'operazione della concessione del perdono da parte delle autorità romane.

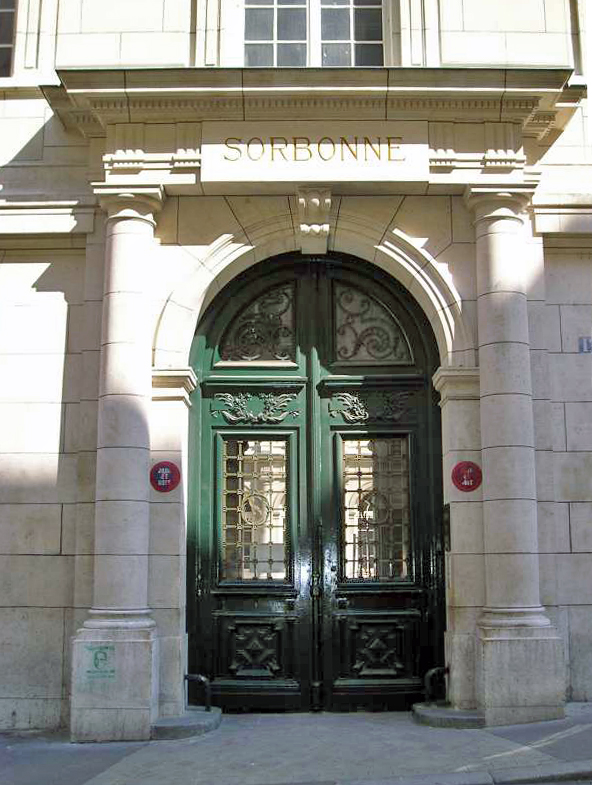
La Sorbona

Poco tempo dopo, grazie anche agli appoggi acquisiti presso certi ambienti cattolici con la pubblicazione della sua opera, Vanini ritorna a Parigi e si ripresenta al Nunzio Ubaldini, chiedendogli di intervenire in suo favore presso le autorità di Roma. In agosto il prelato scrive al cardinale Borghese, chiedendo chiare indicazioni sulla sorte dell'ex-carmelitano. Non si conosce la risposta del Segretario di Stato; Vanini, comunque, non ritorna più in Italia e riesce invece a trovare la strada e i mezzi per entrare in ambienti molto prestigiosi della nobiltà francese.
Nel 1616, in pochi mesi, Vanini completa un'altra sua opera, il De Admirandis Naturae Reginae Deaeque Mortalium Arcanis, ed il 20 maggio l'affida a due teologi della Sorbona perché ne autorizzino la pubblicazione, secondo le norme del tempo vigenti in Francia; l'opera è pubblicata in settembre a Parigi. Essa è dedicata a François de Bassompierre, uomo potente alla corte di Maria de' Medici, ma è stampata da Adrien Perier, tipografo notoriamente protestante. Il lavoro vede la luce in un ambiente ricco di pubblicazioni che vengono guardate con sospetto dai rappresentanti cattolici e che provocano pesanti condanne, fino al rogo. L'opera del Vanini ottiene un immediato successo presso certi ambienti della nobiltà, popolati di giovani spiriti che guardano con interesse alle innovazioni culturali e scientifiche che vengono dall'Italia. In questo senso il De Admirandis costituisce una summa, esposta in modo vivace e brillante, del nuovo sapere; dà una risposta alle esigenze del momento di questo settore della nobiltà francese; diviene una specie di "manifesto" culturale di questi esprits forts e rappresenta per Vanini una possibilità di stabile permanenza negli ambienti vicini alla corte di Parigi.
Tuttavia, pochi giorni dopo la pubblicazione dell'opera, i due teologi della Sorbona che avevano espresso la loro approvazione alla pubblicazione si presentano ai membri della Facoltà di Teologia in seduta ufficiale e li informano di aver letto, a loro tempo, certi dialoghi scritti da Vanini; di non avervi trovato allora niente che contrastasse con la fede cattolica; di averli restituiti muniti della loro approvazione alla stampa e con la condizione che il manoscritto da essi controfirmato fosse depositato presso di essi a pubblicazione avvenuta, a testimonianza della fedeltà del testo pubblicato a quello da loro approvato; che ciò non era avvenuto e che circolava invece un testo dell'opera diverso da quello approvato e contenente «alcuni errori contro la comune fede di tutti», per cui i due dottori avanzano la supplica che l'opera non circoli più con la loro approvazione e che tale richiesta venga trascritta nel libro delle Conclusioni della Facoltà stessa. La Sorbona accoglie tale richiesta che costituì di fatto un divieto di circolazione del testo.

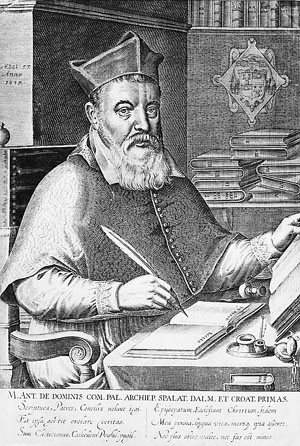
Marco Antonio de Dominis

La facoltà di teologia della Sorbona, però, sembra non occuparsi più dell'opera di Vanini, né sembra elencarne o denunciarne, come da prassi, gli errori da emendare, né mai condanna il suo contenuto o il suo autore. Tuttavia, una condanna espressa dal vicario episcopale di Tolosa, Jean de Rudèle, fu sottoscritta anche dall'inquisitore Claude Billy. Inoltre anche la Congregazione dell'Indice pronuncia una condanna il 3 luglio 1620, con la quale il De admirandis fu condannato con la formula del donec corrigatur, in base alla quale il Sotomaior collocò il Vanini nella prima classe degli autori proibiti nel suo indice del 1640. La Collectio Judiciorum de novis erroribus qui ab initio duodecimi seculi post Incarnationem Verbi, usque ad annum 1632, in Ecclesia proscripti sunt et notati, di Charles du Plessis d'Argentré, dottore della Sorbona e vescovo, edita a Parigi nel 1728, testo che esamina le censure e le "conclusioni" espresse dalla Facoltà sino al 1632 - fra cui la condanna dell'Amphitheatrum Aeternae Sapientiae di Heinrich Khunrath e del De Republica Ecclesiastica di Marco Antonio de Dominis) - non menziona invece provvedimenti contro Vanini.
Tutto questo porterebbe a ritenere che non vi siano stati atti ufficiali specifici di persecuzione contro Vanini da parte delle autorità parigine, né religiose né civili, né in questo periodo né negli anni seguenti, ma solo proteste e minacce nei suoi confronti da parte di alcuni settori cattolici. Una condanna dell'opera di Vanini non avrebbe trovato fondate giustificazioni, né sul piano giuridico né su quello culturale, in quanto gran parte delle teorie esposte da Vanini non costituivano una novità per la cultura francese.
Fuggito da pochi mesi dall'Inghilterra, impossibilitato a rientrare in Italia, minacciato da alcuni settori cattolici francesi, Vanini vede restringersi gli spazi di movimento e ridursi le possibilità di trovare stabile sistemazione nella società francese. Ha paura che venga aperto un processo contro di lui anche a Parigi, per cui fugge dalla capitale e si nasconde in Bretagna, in una delle cui abbazie, quella di Redon, è Abate Commendatario il suo amico e protettore, Arthur d'Espinay Saint-Luc. Ma intervengono anche altri fattori di preoccupazione: nell'aprile 1617 viene ucciso a Parigi Concino Concini, favorito di Maria de Medici, uomo potentissimo e molto odiato in Francia. L'episodio, seguito poco dopo dall'allontanamento della regina dalla capitale con il suo odiato seguito di italiani, crea notevole turbolenza politica e suscita un vasto movimento di ostilità nei confronti degli italiani residenti a corte.

### A Tolosa
Nei mesi seguenti, altre cronache del tempo segnalano la presenza di un misterioso italiano, con un nome strano, in possesso di una grande cultura ma dall'incerto passato, ancora più a sud, in alcune città della Guienna e poi della Linguadoca ed infine a Tolosa. Nella particolare suddivisione politica della Francia del XVII secolo, Enrico, duca di Montmorency, protettore degli esprits forts del tempo, sposato con la duchessa italiana Maria Felice Orsini, è governatore di questa regione e sembra poter accordare protezione al fuggiasco, che continua comunque a tenersi prudentemente nascosto. La presenza a Tolosa di questo misterioso personaggio, di cui si ignora la provenienza e la formazione culturale, ma che fa mostra di grande sapienza, di grande vivacità dialettica specialmente tra i giovani e di affermazioni non sempre allineate con la morale del tempo, non passa inosservata ed attira i sospetti delle autorità, che cominciano a sorvegliarlo.

Dopo averlo ricercato per un mese, il 2 agosto 1618 le autorità tolosane lo fanno arrestare e chiudere in prigione. Lo sottopongono ad interrogatorio, cercano di scoprire chi egli sia, quali siano le sue idee in materia di religione e di morale, perché fosse arrivato fin in quel lontano angolo della Francia meridionale. Vengono convocati testimoni contro di lui, ma non riescono ad accertare nulla, né a farlo tradire. Vanini disse: 
(Parole di Vanini in risposta a quando gli fu detto di chiedere perdono a Dio, al Re e alla giustizia.)

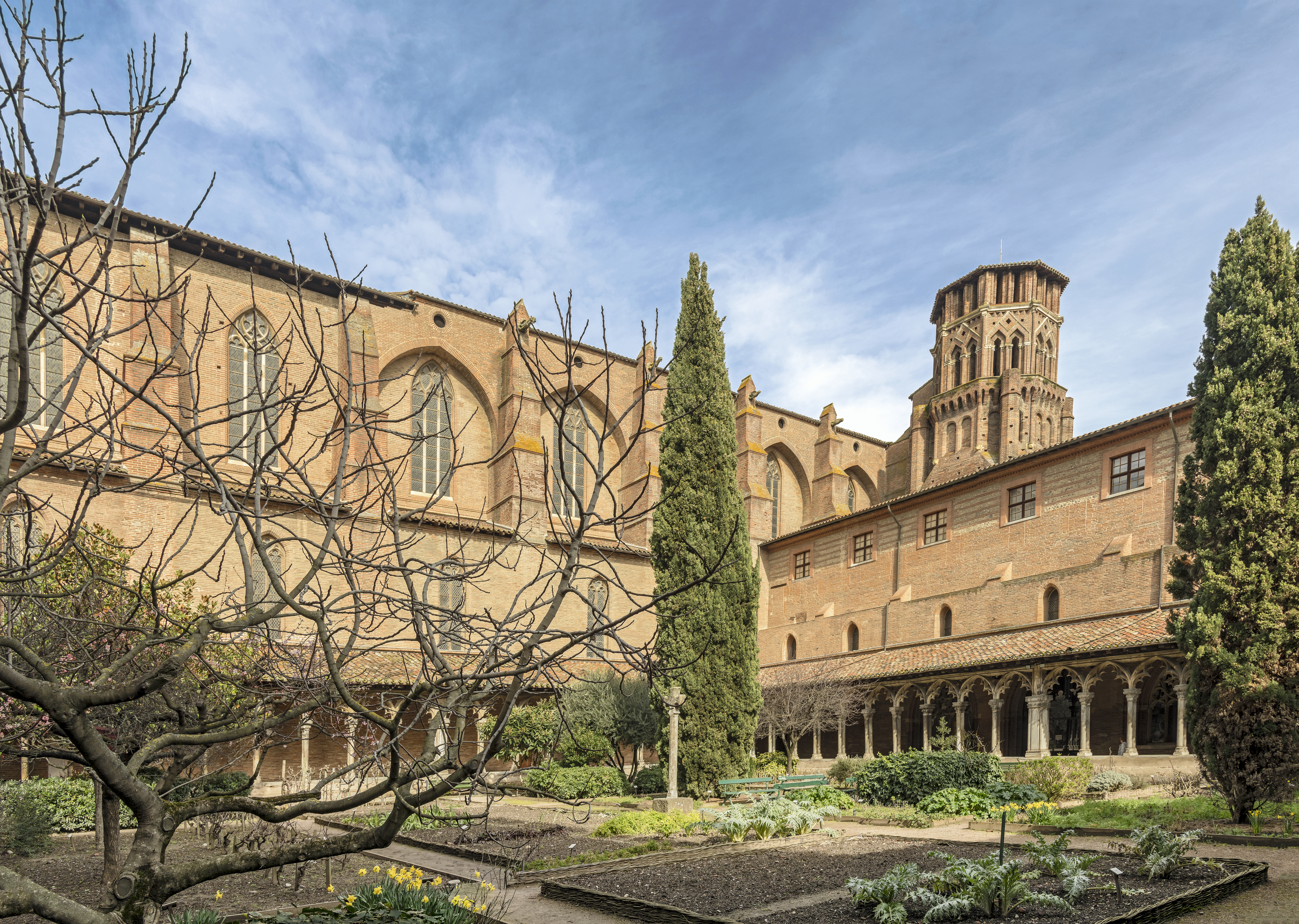
Il convento degli Agostiniani a Tolosa

Il 9 febbraio 1619 il misterioso personaggio viene improvvisamente riconosciuto colpevole e condannato al rogo. Ormai isolato, braccato, impossibilitato a chiamare a sua difesa un passato travagliatissimo e ricco di nodi mai sciolti, abbandonato dai pochi amici rimastigli fedeli perché impotenti ad organizzare una chiara strategia in sua difesa, Vanini muore di morte atroce. Il Parlamento di Tolosa lo riconosce colpevole del reato di ateismo e di bestemmie contro il nome di Dio, condannandolo, sulla base della normativa del tempo prevista per i bestemmiatori, alla stessa pena cui erano andati incontro, in luoghi diversi ma in circostanze analoghe, certi Gilles Fremond e Jean Fontanier: gli viene tagliata la lingua, poi è strangolato e infine arso.
Il luogo della esecuzione fu ripulito in fretta dovendo il giorno dopo nella Chiesa di San Paolo svolgersi le nozze tra il Duca Vittorio Amedeo di Savoia e la tredicenne Maria Cristina di Borbone-Francia.
Subito dopo l'esecuzione – rispettivamente nel maggio e nel giugno 1619 - furono pubblicati due anonimi che facevano esplicitamente il nome del Vanini e quindi nel misterioso italiano giustiziato viene riconosciuto Giulio Cesare Vanini, l'autore del De Admirandis, che aveva suscitato i sospetti di alcuni settori cattolici parigini nel 1616. Nello stesso 1619 comparvero le Histoires memorables di Rosset, che, con la quinta Histoire, divulgava con poche modifiche il secondo dei due citati canards. Nel luglio 1620 Joannes de Rudele, teologo e vicario generale dell'arcivescovado di Tolosa, avverte pubblicamente di aver esaminato le due opere di Vanini insieme con il padre Claudio Billy e di averle trovate «contrarie al culto e all'accettazione del vero Dio e assertrici dell'ateismo», emettendo ufficiale ordinanza di condanna e proibendone la stampa e la vendita nella diocesi di Tolosa, territorio posto sotto la sua giurisdizione. In precedenza, la Facoltà teologica della Sorbona non aveva comunicato di aver adottato analogo provvedimento.

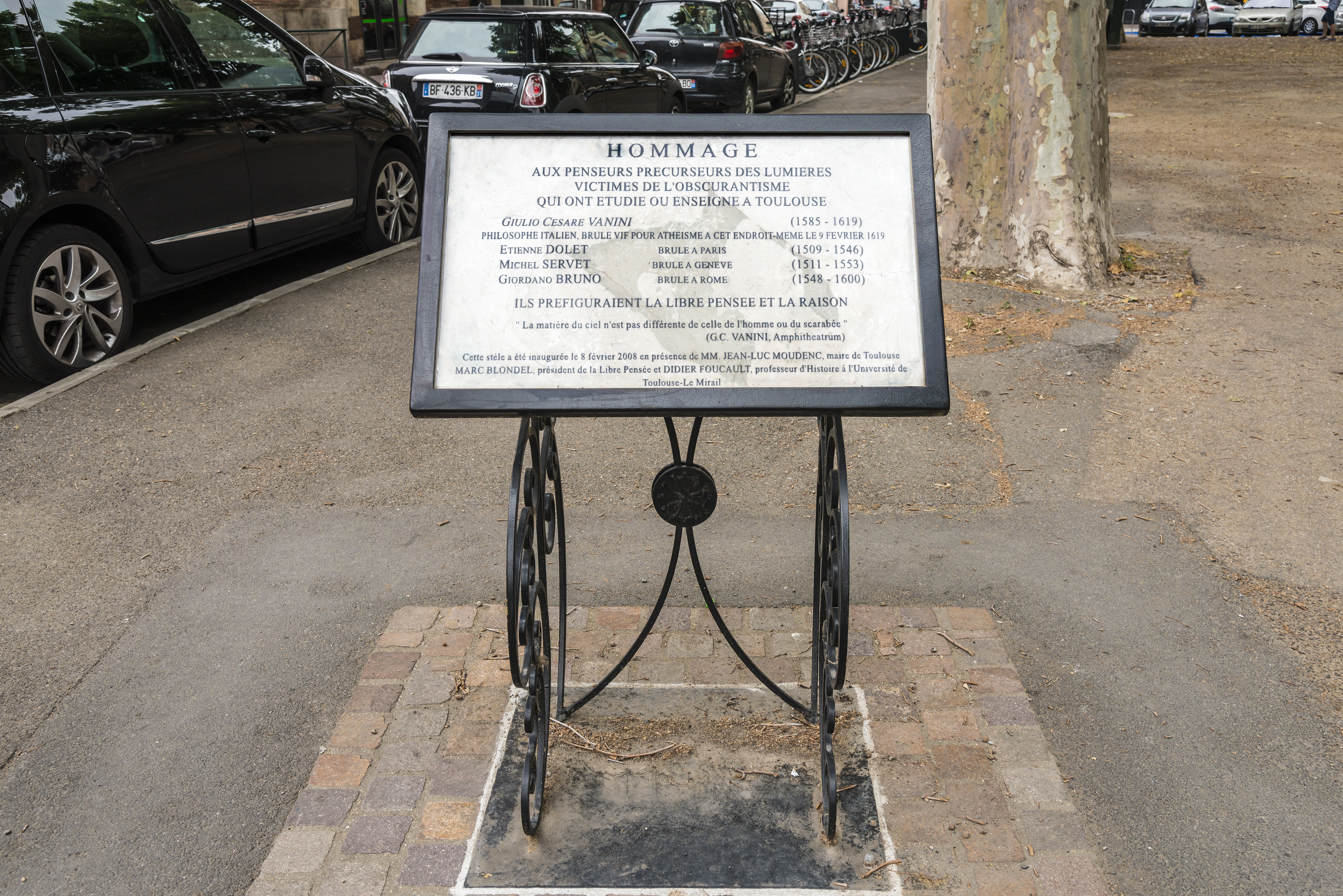
Omaggio a Giulio Cesare Vanini nel luogo della sua morte.

## Opera
Amphitheatrum Æternæ Providentiæ divino-magicum, christiano-physicum, necnon astrologo-catholicum adversus veteres philosophos, atheos, epicureos, peripateticos et stoicos, pubblicato a Lione nel 1615. L'opera si compone di 50 esercitazioni, che mirano a dimostrare l'esistenza di Dio, a definirne l'essenza, a descriverne la provvidenza, a vagliare o confutare le opinioni di Pitagora, di Protagora, di Cicerone, di Boezio, di Tommaso d'Aquino, degli Epicurei, di Aristotele, di Averroè, di Cardano, dei Peripatetici, degli Stoici, ecc., su questo argomento.
De Admirandis Naturæ Reginæ Deæque Mortalium Arcanis libri quattuor, stampato a Parigi nel 1616 presso l'editore Adriano Périer. Si divide in quattro libri:
- un Liber Primus de Cœlo et Aëre;
- un Liber Secundus de Aqua et Terra;
- un Liber Tertius de Animalia Generatione et Affectibus Quibusdam;
- un Liber Quartus de Religione Ethnicorum;

per un totale di 60 dialoghi (ma in realtà solo 59, in quanto il XXXV è perduto o mai redatto), che avvengono tra lui, nelle vesti di divulgatore del sapere, e un immaginario Alessandro, che si presta ad un gioco sottile e divertente nel corso del quale, con un atteggiamento compiacente e un po' complice, tra espressioni di meraviglia e ammirazione per la vastità del sapere di cui l'amico fa mostra, sollecita il suo interlocutore ad elencare e spiegare gli arcani della natura regina e dea che esistono intorno e all'interno dell'uomo.
Così, in un misto di rilettura in nuova chiave critica del pensiero degli antichi e di divulgazione di nuove teorie scientifiche e religiose, il protagonista del lavoro discetta sulla materia, figura, colore, forma, motore ed eternità del cielo; sul moto, centro e poli dei cieli; sul sole, sulla luna, sugli astri; sul fuoco; sulla cometa e sull'arcobaleno; sulla folgore, la neve e la pioggia; sul moto e la quiete dei proiettili nell'aria; sull'impulsione delle bombarde e delle balestre; sull'aria soffiata e ventilata; sull'aria corrotta; sull'elemento dell'acqua; sulla nascita dei fiumi; sull'incremento del Nilo; sull'eternità e la salsedine del mare; sul fragore e sul moto delle acque; sul moto dei proiettili; sulla generazione delle isole e dei monti, nonché della causa dei terremoti; sulla genesi, radice e colore delle gemme, nonché delle macchie delle pietre; sulla vita, l'alimento e la morte delle pietre; sulla forza del magnete di attrarre il ferro e sulla sua direzione verso i poli terrestri; sulle piante; sulla spiegazione da dare ad alcuni fenomeni della vita di tutti i giorni; sul seme genitale; sulla generazione, la natura, la respirazione e la nutrizione dei pesci; sulla generazione degli uccelli; sulla generazione delle api; sulla prima generazione dell'uomo; sulle macchie contratte dai bambini nell'utero; sulla generazione del maschio e della femmina; sui parti di mostri; sulla faccia dei bambini coperta da una larva; sulla crescita dell'uomo; sulla lunghezza della vita umana; sulla vista; sull'udito; sull'odorato; sul gusto; sul tatto e solletico; sugli affetti dell'uomo; su Dio; sulle apparizioni nell'aria; sugli oracoli; sulle sibille; sugli indemoniati; sulle sacre immagini dei pagani; sugli àuguri; sulla guarigione delle malattie capitata miracolosamente ad alcuni al tempo della religione pagana; sulla resurrezione dei morti; sulla stregoneria; sui sogni.

## Pensiero
(Friedrich Hölderlin, Vanini, 1798)

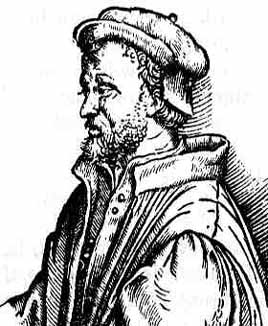
Girolamo Cardano

L'interpretazione naturalistica dei fenomeni soprannaturali che Pietro Pomponazzi – chiamato dal Vanini magister meus, divinus praeceptor meus, nostri speculi Philosophorum princeps - aveva dato nel De incantationibus, “aureum opusculum”, è ripresa nel De admirandis naturae, dove, con una prosa semplice ed elegante, Vanini fa riferimento anche al Cardano, a Giulio Cesare Scaligero e ad altri cinquecentisti.
«Dio agisce sugli esseri sublunari (cioè sugli esseri umani) servendosi dei cieli come strumento»; di qui l'origine naturale e la spiegazione razionale dei pretesi fenomeni soprannaturali, dal momento che anche l'astrologia è considerata una scienza; «l'Essere Supremo, quando incombono pericoli, dà avvertimenti agli uomini e specialmente ai sovrani, agli esempi dei quali il mondo si conforma» (De admirandis, IV, 52). Ma i reali fondamenti dei presunti fenomeni sovrannaturali sono per Vanini soprattutto la fantasia umana, capace a volte di modificare l'apparenza della realtà esterna, i fondatori delle religioni rivelate, Mosè, Gesù, Maometto e gli ecclesiastici impostori che impongono false credenze per ottenere ricchezze e potere, e i regnanti, interessati al mantenimento di credenze religiose per meglio dominare la plebe, come insegnava già Machiavelli, il «principe degli atei» per il quale, secondo Vanini, «tutte le cose religiose sono false e sono finte dai principi per istruire l'ingenua plebe affinché, dove non può giungere la ragione, almeno conduca la religione».
Seguendo ancora il Pomponazzi e il Porzio nella loro interpretazione dei testi aristotelici, mutuata dai commenti di Alessandro di Afrodisia, nega l'immortalità dell'anima.
Anche il cosmo aristotelico-scolastico subisce l'attacco distruttivo del Vanini: egli, analogamente a Bruno, nega la differenza peripatetica tra un mondo sublunare e un mondo celeste, affermando che entrambi sono composti della stessa materia corruttibile; scardina nell'ambito fisico e biologico il finalismo e la dottrina ilemorfica aristotelica, e, ricollegandosi all'epicureismo lucreziano, elabora una nuova descrizione dell'universo d'impianto meccanicistico-materialistico (gli organismi sono paragonati a orologi), e concepisce una prima forma di trasformismo universale delle specie viventi; concorda con gli aristotelici sull'eternità del mondo (considerando in particolare l'aspetto temporale), ma, contro di essi, afferma il moto di rotazione terrestre e appare respingere la tesi tolemaica in favore di quella eliocentrica/copernicana.
Se il primo curatore delle sue opere, Luigi Corvaglia e lo storico Guido De Ruggiero, ingiustamente, considerarono i suoi scritti semplicemente «un centone privo di originalità e di serietà scientifica», il padre gesuita François Garasse, ben più preoccupato delle conseguenze della diffusione dei suoi scritti, li giudicò «l'opera più perniciosa che in fatto di ateismo fosse mai uscita negli ultimi cento anni». La figura e l'opera del Vanini sono state ampiamente riconsiderate e rivalutate dalla critica contemporanea, mettendo in mostra l'originalità e le intuizioni (metafisiche, fisiche, biologiche), talvolta precorritrici nei tempi, dei suoi scritti.
Visto che il Vanini nelle sue opere nasconde le sue idee, secondo un tipico espediente della cultura del suo tempo (per evitare seri conflitti con le autorità religiose e politiche costituite, conflitti che, come paradossalmente e sfortunatamente avvenne, nonostante le cautele, lo condussero infine alla morte), l'interpretazione del suo pensiero si offre a diversi piani di lettura. Tuttavia, nella storia della filosofia, resta di lui acquisita un'immagine di miscredente e persino di ateo (il che non era). E questo perché avversario di ogni superstizione e di fede costituita (meglio un proto-agnostico), tanto da essere considerato uno dei padri del libertinismo, malgrado avesse scritto persino un'apologia del concilio di Trento, andata perduta.
Per una sintesi sul pensiero di Vanini si deve guardare da un lato al retroterra culturale, che è quello abbastanza tipico del Rinascimento, con prevalenza di elementi dell'aristotelismo averroistico ma con forti elementi di misticismo platonico e neoplatonico. Dall'altro lato egli trae dal Cusano dei tipici elementi panteistici, simili a quelli che si ritrovano anche in Giordano Bruno, ma più materialistici. La sua visione del mondo si basa sull'eternità della materia, sulla omogeneità sostanziale cosmica, su un Dio dentro la natura come "forza" che la forma, la ordina e la dirige. Tutte le forme del vivente hanno avuto origine spontanea dalla terra stessa come loro creatrice.
Considerato ateo, Vanini nel titolo della sua prima opera pubblicata a Lione nel 1615 Amphitheatrum aeternae providentiae divino-magicum, christiano-physicum, nec non astrologo-catholicum adversus veteres philosophos, Atheos, Epicureos, Peripateticos et Stoicos dimostra di non esserlo. Come precursore del libertinismo vi sono invece molti elementi che lo avvicinano al pensiero dell'ignoto autore del Trattato dei tre impostori anch'egli panteista. Vanini pensa infatti che i creatori delle tre religioni monoteiste, Mosè, Gesù e Maometto, non siano altro che degli impostori.
In De admirandis Naturae Reginae Deaeque mortalium arcanis libri quatuor stampato a Parigi nel 1616 vengono riprese le tesi dell'Amphiteatrum, con precisazioni e sviluppi che ne fanno il suo capolavoro e la sintesi della sua filosofia. Viene negata la creazione dal nulla e l'immortalità dell'anima, Dio è nella natura come sua forza propulsiva e vitale, entrambi sono eterni. Gli astri del cielo sono una specie di intermediari tra Dio e la Natura che sta nel mondo sublunare e di cui noi facciamo parte. La religione vera è perciò una "religione della natura" che non nega Dio ma lo considera un suo spirito-forza.
Il pensiero di Vanini è abbastanza frammentario e riflette anche la complessità della sua formazione, perché era un religioso, un naturalista, ma anche un medico e un po' un mago. Ciò che ne caratterizza la prosa è la veemenza anticlericale. Tra le cose originali del suo pensiero c'è una specie di anticipazione del darwinismo, perché, dopo un primo tempo in cui sostiene che le specie animali nascano per generazione spontanea dalla terra, in un secondo tempo (lo aveva già pensato anche Cardano) pare convinto che esse possano trasformarsi le une nelle altre e che l'uomo derivi da "animali affini all'uomo come le bertucce, i macachi e le scimmie in genere".

## La fortuna filosofica di Vanini
Nel 1623 appaiono due opere che consacrano il mito del Vanini ateo: La doctrine curieuse des beaux esprits de ce temps..., del gesuita François Garasse e le Quaestiones celeberrimae in Genesim cum accurata explicatione..., del padre Marin Mersenne. Le due opere, però, anziché spegnere la voce del filosofo, la amplificano in un ambiente che evidentemente era pronto a ricevere, discutere e riconoscerne la validità delle affermazioni.
In quello stesso anno il nome di Vanini viene nuovamente proiettato all'attenzione della cultura francese in occasione del clamoroso processo che viene celebrato contro il poeta Théophile de Viau: il progetto di interrogatorio che il procuratore generale del Re, Mathieu Molé, predispone con ben articolati capi d'accusa su cui interrogare il poeta, contiene impressionanti analogie con il pensiero vaniniano, cui vien fatto esplicito riferimento mentre, nel 1624, il frate Marin Mersenne torna a martellare sulla figura e sul pensiero di Vanini, analizzandone alcune affermazioni nel capitolo X del suo L'Impiétè des Déistes, Athées et Libertins de ce temps, combatuë, et renversee de point en point par raisons tirées de la Philosophie, et de la Theologie, "nel quale il teologo porta il suo giudizio concernente le opere di Girolamo Cardano, e di Giordano Bruno".
Anche Leibniz, oppositore al pari di Mersenne del libertinismo, si esprime duramente contro Vanini, considerandolo un empio, un pazzo e un ciarlatano.
(Gottfried Wilhelm von Leibniz, Epist. 22, ad Kortholtum in Opera omnia, Genève 1768, tomo V, p. 321)

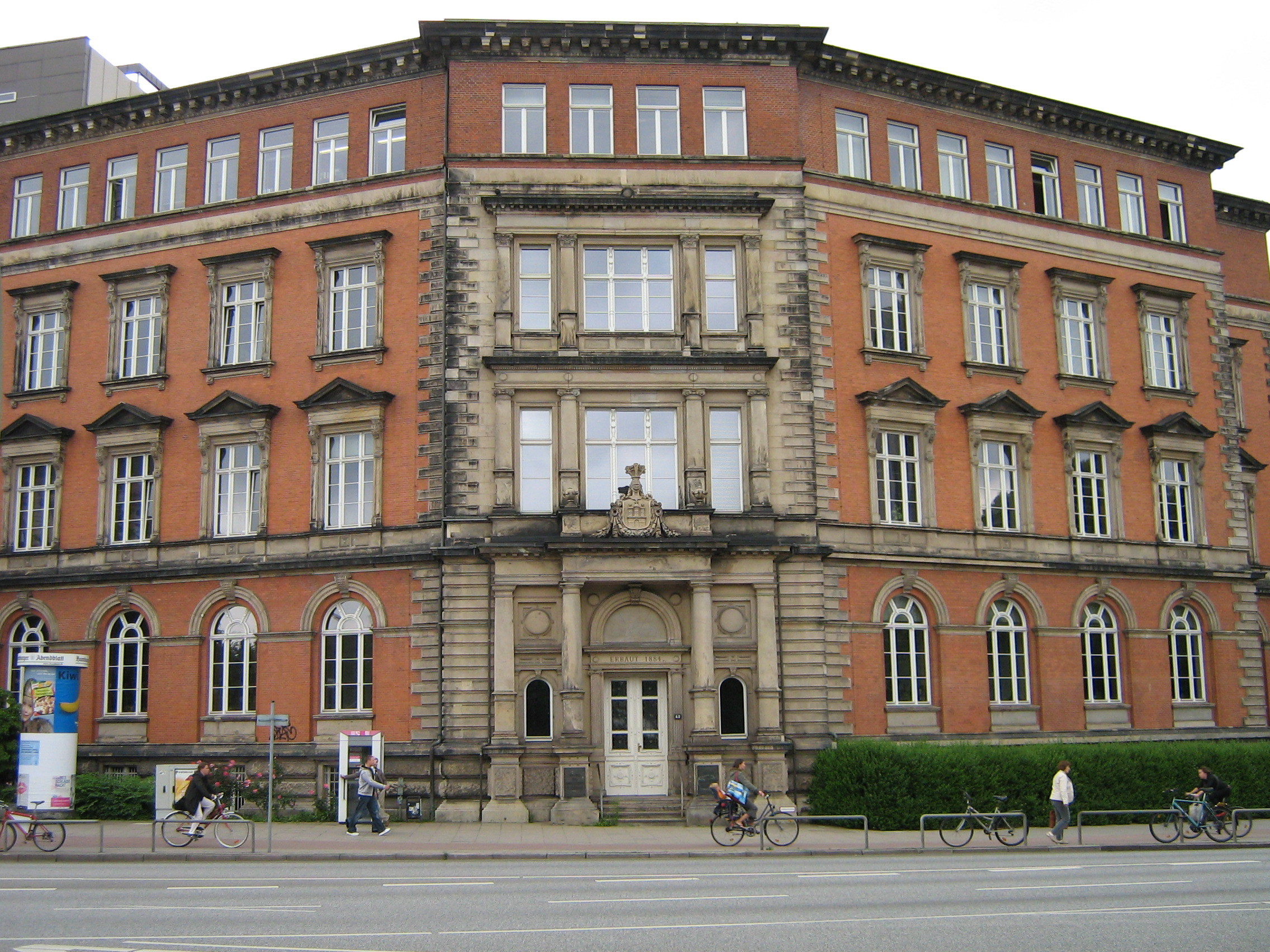
La biblioteca dell'Università di Amburgo

Ancora nel Settecento la leggenda nera creata intorno alla figura di Vanini sopravvive al passare del tempo, si espande in altri Paesi europei ed affascina molti studiosi, che si avvicinano alle sue opere e ne tentano dei profili biografici. Così anche la cultura inglese mostra interesse per la figura ed il pensiero del filosofo di Taurisano ed è soprattutto con l'opera di Charles Blount che il pensiero di Vanini entra nella cultura inglese ed acquista una dimensione europea che non abbandonerà mai più, quando diviene un elemento cardine del libertinismo e deismo nel Seicento inglese.
Un manoscritto inedito della Biblioteca Municipale di Avignone custodisce delle Observations sur Lucilio Vanini redatte da Joseph Louis Dominique de Cambis, Marquis de Velleron, ma fornisce solo delle incerte notizie sul filosofo, in gran parte rettificate dagli ultimi studi. In questo stesso periodo viene effettuata una copia manoscritta dell'Amphitheatrum, ad opera o su commissione di Joseph Uriot, il quale la trasferisce poi nella Biblioteca Ducale del duca di Württemberg; attualmente essa si trova nella Württembergische Landesbibliothek di Stoccarda.
Un'altra copia manoscritta della stessa opera si trova nella Staats und Universitätbibliothek di Amburgo, a testimonianza del perdurante interesse della cultura tedesca per il pensiero di Vanini.
Nel 1730 viene data alle stampe a Londra una biografia vaniniana con un estratto delle sue opere, dal titolo The life of Lucilio (alias Julius Caesar) Vanini, burnt for atheism at Toulouse. With an abstract of his writings. L'opera, pur ricollegandosi alla consueta storiografia vaniniana francese e quindi con i soliti errori d'origine, sottopone ad un dibattito ponderato la figura ed il pensiero del filosofo, a cui riconosce qualche merito. Ma la strada per una collocazione europea di Vanini e del suo pensiero è ormai aperta.

## Opere letterarie
- Amphitheatrum aeternae providentiae divino-magicum, christiano-physicum, nec non astrologo-catholicum adversus veteres philosophos, Atheos, Epicureos, Peripateticos et Stoicos, Auctore Iulio Caesare Vanino, Philosopho, Theologo et Iuris utriusque Doctore, Lugduni, Apud Viduam Antonii de Harsy, ad insigne Scuti Coloniensis, 1615, (rist. fotom., Galatina, 1979).
- Iulii Caesaris Vanini, Neapoletani Theologi, Philosophi et Iuris utriusque Doctoris, De admirandis Naturae Reginae Deaeque mortalium arcanis libri quatuor, Lutetiae, Apud Adrianum Perier, via Iacobaea, 1616, (rist. fotom., Galatina, 1985).
- Luigi Corvaglia, Le opere di Giulio Cesare Vanini e le loro fonti, Milano, 1933-1934, (rist. anast., Galatina, 1990).
- Le opere di Giulio Cesare Vanini tradotte per la prima volta in italiano, a cura di G. Porzio, Lecce, 1912.
- Anfiteatro dell'eterna Provvidenza, Galatina, 1981.
- I meravigliosi segreti della natura, regina e dea dei mortali, Galatina, 1990.
- Opere, Galatina, 1990.
- Confutazione delle religioni (traduzione del IV libro del "De Admirandis"), a cura di Anna Vasta, Catania, De Martinis & C., 1993.
- Tutte le Opere (testo originale latino a fronte), a cura di Francesco Paolo Raimondi e Mario Carparelli, Collana Il pensiero occidentale, Milano, Bompiani, 2010.

### Vanini in Inghilterra
La seguente è una lista di alcuni documenti in cui è possibile trovare riferimenti alla presenza del frate Carmelitano a Lambeth Palace a Londra (1612 - 1614).
Trascrizioni complete, riassunti e contesto di questi documenti sono disponibili per studenti e ricercatori "Vanini e il primo Seicento anglo-veneto" e in "Giulio Cesare Vanini da Taurisano filosofo europeo", Schena Editore, Fasano Brindisi, 1998.

#### Documenti
- London - Public Record Office - State Papers -Venice 1607-1610, vol. XI, pag. XVIII-XIX.

Notizie sulla Mercers' Chapel a Londra, dove Vanini sconfesso la sua fede cattolica e tenne vari sermoni.
- London - Public Record Office - State Papers - 99 Bundle 9, c.(arta)  297.

Petizione di due Carmelitani (Vanini e Genocchi) a Carleton, ambasciatore Inglese a Venezia, per essere accettati in Inghilterra.
Venezia, inizi del 1612.
- London - Public Record Office - State Papers - 99 Bundle 9, c.(arta) 57.

Lettera di Sir Dudley Carleton a Lord Salisbury.
Da Venezia, il 7 febbraio 1612.
Carleton informa Lord Salisbury che due frati gli hanno chiesto permesso di rifugiarsi in Inghilterra per evitare persecuzioni dai loro superiori.
- London - Public Record Office - State Papers - 79 Bundle 3, c.(arta)  199 (10).

Giulio Cesare Vanini a Carleton.
Da Lambeth il 24 febbraio 1612.
Vanini manda a Lord Carleton informazioni riguardanti alla sua ricezione a Palazzo Lambeth e la buona stima di cui gode lì.
- London - Historical Manuscripts Commission - De L'Isle and Dudley Manuscripts, vol. V - 1611-1626.

Sir John Throckmorton al visconte Lisle. Flushing.
15 giugno 1612
Corrispondenza tra i due statisti riguardo ad una missione segreta di John Florio, che forse accompagnò Vanini e il suo compagno a Londra.
- London - Manuscripts of the Marquess of Downshire preserved at Easthampstead Park - Berk. Papers of William Trumbull the elder - 1613-1614.

Thomas Albery a William Trumbull.
Londra, il 16 luglio 1612.
Albery, un mercante Inglese e corrispondente di Trumbull, agente Inglese a Bruxelles, manda informazioni sull'arrivo di Vanini e le sue esperienze a Venezia.
- London - Historical Manuscripts Commission - Report on the Manuscripts of the Marquess of Downshire,vol.3, Trumbull Papers 1611-1612.

Thomas Albery a William Trumbull.
Londra, il 16 luglio 1612.
Una copia della lettera da una fonte diversa.
- London - Public Record Office - State Papers - 79 Bundle 1, c.(arta) 387.

Da Gregorio Spinola a Maria Ginocchio.
Genova, il 13 giugno 1612.
- London - Public Record Office - State Papers - 99 Bundle 11, c.(arta) 125 .

Isaac Wake a Sir Dudley Carleton.
Londra 5 dicembre 1612, st.° novo.
- London - Public Record Office - State Papers - 99 Bundle 12, c.(arta) 48 .

Isaac Wake a Sir Dudley Carleton.
Londra 1º febbraio 1612, st.° no(vo).
- London - Manuscripts of the Marquess of Downshire preserved at Easthamstead Park - Berk. Papers of William Trumbull the Elder - 1613-1614.

Alfonse de S. Victors a William Trumbull
Da Middolborg (Middelburg) il 3 agosto 1613.
- London - Historical Manuscripts Commission - Report on the Manuscripts of the Marquess of Downshire, vol. 4, Trumbull Papers 1613-1614.

Alfonse de St. Victor a William Trumbull.
Middelborg. il 3 agosto 1613.
- London - Public Record Office - State Papers Domestic Series Jac. I, LXXVI, 20.

John Chamberlain a Sir Dudley Carleton.
Londra, 10 febbraio, 1614.
- London - Public Record Office - State Papers - 99 Bundle 15, c.(arta) 101 recto e verso.

Sir Dudley Carleton a Sir Thomas Lake.
Da Venezia il 18 febbraio 1614.
- London - Public Record Office - State Papers - Domestic Series 1611-1618 - vol. 68-76, n. 35.

Giovan Francesco Biondi a Carleton.
Da Londra, il 18 febbraio 1614.
- London - Public Record Office - State Papers - 99 Bundle 15, c. 127.

Sir Dudley Carleton a Chamberlain.
Da Venezia il 25 febbraio 1613, st.° vet.
- London - Manuscripts of the Marquess of Downshire preserved at Easthampstead Park - Berks. Papers of William Trumbull the Elder - 1613-1614.

George Abbot a William Trumbull.
Da Lambeth il 10 marzo, 1613 (1614).
- London - Historical Manuscripts Commission - Report of the Manuscripts of the Marquess of Downshire, vol. IV, Trumbull Papers 1613 -1614.

George Abbot, Arcivescovo di Canterbury, a William Trumbull.
Lambeth il 10 marzo, 1613 (1614).
- London - Public Record Office - State Papers - 99 Bundle 15, c. 164.

Sir Dudley Carleton a Chamberlain.
Venezia, 11 marzo 1613 st.° vet.
- London - Public Record Office - State Papers 99 Bundle 9,  c. 152.

Sir Dudley Carleton a Giovan Francesco Biondi.
Venezia, 14 marzo 1614.
- London - Public Record Office - State Papers Domestic Series 1611-1618, vol. 72, n.211.

Abbot a Carleton.
Lambeth, 30 marzo 1613 (1614).
- London - Public Record Office - State Papers 99 Bundle 19, c. 233.

Paolo Sarpi a Sir Dudley Carleton.
Venezia 30 aprile 1614.
- London - Record Office - State Papers 99 Bundle 19, c. 154.

Paolo Sarpi a Sir Dudley Carleton.
Venezia, 1º maggio 1614.
- London - Public Record Office - State Papers 99 Bundle 19, c. 234.

Paolo Sarpi a Sir Dudley Carleton.
Venezia, giugno 1614.
- London - Historical Manuscripts Commission - Report 78 Hastings, vol. IV, chapter XVII. Notes of speeches and proceedings in the House of Lords. :A.(nno) 1610 - 1621.

Lunedì 16 maggio 1614.
- London - Historical Manuscripts Commission - Report 78 Hastings, vol. IV, chapter XVII. Notes of speeches and proceedings in the House of Lords. A.(nno) 1610 - 1621.

Giovedì 19 maggio (1614).
- London - Public Record Office - State Papers 99 Bundle 16, c. 86.

Dudley Carleton a Sua Signoria l'Arcivescovo di Canterbury.
Venezia 3/13 giugno 1614.
- London - Manuscripts of the Marquess of Downshire preserved at Easthampstead Park - Berks. Papers of William Trumbull the Elder - 1613-1614.

George Abbot a William Trumbull.
Lambeth, 17 giugno 1614.
- London - Historical Manuscripts Commission - Report of the Manuscripts of the Marquess of Downshire, vol. IV, Trumbull Papers 1613-1614.

George Abbot, Arcivescovo di Canterbury, a William Trumbull.
Lambeth, 17 giugno 1614.
- Archivio di Stato di Venezia - Inquisitori di Stato, busta 155.

Istruzioni degli Inquisitori di Stato all'ambasciatore in Inghilterra.
- London - Calendar of State Papers on English Affairs in the Archives of Venice and other Libraries of North Italy -1615/1617. Inquisitori di Stato, busta 155. Venetian Archives. 905.

Gli Inquisitori di Stato a Gregorio Barbarigo, 22 gennaio 1616.
- London - Calendar of State Papers on English Affairs in the Archives of Venice and other Libraries of North Italy -1615/1617. Inquisitori di Stato, busta 155. Venetian Archives. 912. Examinations for Antonio Foscarini.

22 febbraio 1616.
- Archivio di Stato di Venezia - Inquisitori di Stato, busta 155, carte 84 r., 84 v., 85 r.

Londra, 23 febbraio 1616.
Interrogatorio di Lunardo Michelini sulle modalità della fuga di Vanini da Lambeth.
- Archivio di Stato di Venezia - Inquisitori di Stato, busta 155, carte 101 v. e 102 r.

25 marzo 1616.
Interrogatorio di Alessandro di Giulio Forti da Volterra sulle modalità della fuga di Vanini da Lambeth.
- Archivio General de Simancas - fondo Inglaterra - Legajo 7025 - Libro 368 (anni 1613 - 1615); foglio privo di indicazioni.

Bentivoglio a Sarmiento.
Bruxelles 15 aprile 1614.
Il nunzio apostolico a Bruxelles informa l'ambasciatore di Spagna che Vanini e il suo compare sono arrivati sani e salvi dopo la loro fuga da Londra.
- Archivio General de Simancas - fondo Inglaterra - Legajo 7025 - Libro 368 (anni 1613 - 1615);  foglio 47.

Bentivoglio a Sarmiento.
Bruxelles, 27 maggio 1614.
Il nunzio apostolico a Bruxelles informa l'ambasciatore di Spagna che Vanini e il suo compare sono partiti verso l'Italia, come era stato concordato a Roma.

#### Documenti inclusi nell'opera di Namer
La seguente è la lista dei documenti inglesi inclusi nel lavoro Documents sur la vie de Jules-César Vanini de Taurisano di Ėmile Namer, che può essere considerato come un utile punto di partenza per la delineazione di una biografia di Giulio Cesare Vanini, e di cui la nuova documentazione deve essere considerata un completamento:
- London - Foreign State Papers. Venice. Bundle 9.

Carleton all'Arcivescovo Abbot. 7 febbraio, 1611-12.
- London - Foreign State Papers. Venice. Bundle 9.

l'Arcivescovo Abbot a Carleton. 8 marzo, 1611-12.
- London - State Papers Domestic. James I. Vol. 68 Fol. 103.

Dudley Carleton a John Chamberlain. Venezia, 29 aprile 1612.
- London - Foreign State Papers. Venice. Bundle 9.

Sir D. Carleton all'Arcivescovo di Canterbury. 15 maggio, 1612.
- London - State Papers Domestic. James I. Vol. 69. Fol. 71.

John Chamberlain a Lord Dudley Carleton. Londra, 17 giugno 1612.
- London - State Papers Domestic. James I. Vol. 70 Fol. 1.

Chamberlain a Carleton. 2 luglio, 1612.
- London - Foreign State Papers. Venice. Bundle 10.

Abbot a Carleton. 20 luglio, 1612.
- London - State Papers Domestic. James I. Vol. 70 Fol. 12.

Carleton a Chamberlain. 23 luglio. 1612.
- London - State Papers Domestic. James I. Vol. 70 Fol. 16.

l'Arcivescovo di York al conte di Suffolk. 29 luglio. 1612.
- London - State Papers Domestic. James I. Vol. 71 Fol. 13.

Giulio Cesare Vanini a Dudley Carleton. Da Lambeth, il 9 ottobre 1612.
- London - State Papers Domestic. James I. Vol. 71 Fol. 14.

Giulio Cesare Vanini a Sir Isaac Wake. Da Lambeth il 9 ottobre 1612.
- London - State Papers Domestic. James I. Vol. 72 Fol. 13.

John Chamberlain a Dudley Carleton. 14 gennaio 1612/13 da Londra.
- London - State Papers Domestic. James I. Vol. 72 Fol. 39.

l'Arcivescovo Abbot a Carleton. Lambeth 24 febbraio, 1612 - 13.
- London - State Papers Domestic. James I. Vol. 72 Fol. 74.

John Chamberlain a Dudley Carleton. Da Londra l'11 marzo, 1612 - 13.
- London - State Papers Domestic. James I. Vol. 72 Fol. 80.

Giovanni Biondi a Dudley Carleton. Da Londra il 17 marzo 1613.
- London - Foreign State Papers. Venice. Bundle 13.

Carleton a Abbot. 3 settembre, 1613.
- London - State Papers Domestic. James I. Vol. 75 Fol. 28.

John Chamberlain a Dudley Carleton. Da Londra il 25 novembre 1613.
- London - State Papers Domestic. James I. Vol. 76 Fol. 9. 2.

l'Arcivescovo Abbot al vescovo di Bath. Gennaio 1613 - 14. Da Lambeth (?).
- London - State Papers Domestic. James I. Vol. 76 Fol. 9.

Sir Tho. Lake a Dudley Carleton. Dalla corte a Royston, 27 gennaio 1613 - 14.
- London - State Papers Domestic. James I. Vol. 76 Fol. 18 v.

John Chamberlain a Sir Dudley Carleton. Da Londra il 3 febbraio 1613 - 14.
- London - Foreign State Papers. Venice. Bundle 15.

Carleton a Abbot. 18 - 28 febbraio, 1614.
- London - Foreign State Papers. Venice. Bundle 15.

Carleton a Sir Thomas Lake. 4 marzo, 1613 - 14.
- London - State Papers Domestic. James I. Vol. 76 Fol. 48.

l'Arcivescovo Abbot di Canterbury a Sir Dudley Carleton a Venezia. Lambeth, 16 marzo, 1613 (i. e. 14).
- London - State Papers Domestic. James I. Vol. 76 Fol. 49.

John Chamberlain a Dudley Carleton. Londra, 17 marzo, 1613 (1614).
- London - Foreign State Papers. Venice. Bundle 15.

Carleton a Abbot. 22 aprile, 1614.
- Archivio de Simancas, Estado, vol. 368.

Cardinale Millino a Alonso de Velasco, ambasciatore spagnolo a Londra. Roma, 10 settembre, 1613.
- Archivio de Simancas, Estado, vol. 368.

Cardinal Millino a Diego Sarmiento de Acuña, ambasciatore spagnolo a Londra. Roma, 22 marzo, 1614.
- Archivio de Simancas, Estado, vol. 368.

Cardinal Bentivoglio a Diego Sarmiento de Acuña, ambasciatore spagnolo a Londra. Bruxelles, 15 aprile, 1614.
- Archivio de Simancas, Estado, vol. 368.

Cardinal Bentivoglio a Diego Sarmiento de Acuña, ambasciatore spagnolo a Londra. Bruxelles, 27 maggio, 1614.

### Vanini e l'Inquisizione di Roma
Elenco di alcuni documenti presenti nella corrispondenza tra alcuni Nunzi apostolici in Europa e le autorità vaticane, dove è possibile trovare informazioni relative alla fuga, permanenza e rientro segreto dall'Inghilterra del frate carmelitano (1612 - 1615).
Le trascrizioni complete, i sommari e le contestualizzazioni di questi documenti sono disponibili per studiosi e lettori in Giulio Cesare Vanini da Taurisano filosofo europeo, Schena Editore, Fasano (Brindisi), 1998.
Il pontefice Paolo V e l'Inquisizione in Roma furono informati continuamente della vicenda di Vanini con dispacci dei Nunzi apostolici in Venezia, Francia e Fiandra e con missive dell'ambasciatore di Spagna a Londra, a cominciare dalla sua fuga da Venezia nel 1612 sino al suo desiderio di rientrare nel mondo cattolico.
Roma - Archivio Segreto Vaticano - Segreteria di Stato - Nunziatura di Francia, vol. 55, foglio 194 r. e 194 v. Ubaldini, Nunzio papale in Francia, all'Ill.mo sig.re Card.le Borghese (Segretario di Stato di Papa Paolo V) de 2 di agosto 1612 di Parigi.
Roma - A. S. Vaticano - Segreteria di Stato - Nunziature diverse, Fiandra, vol. 207, il Nuntio alla Segreteria, 1608 - 1615, foglio 439 r. e v.
Bentivoglio, Nunzio papale in Fiandra, al Card. Borghese. (Bruxelles) 4 agosto 1612.
Roma - A. S. Vaticano - Segreteria di Stato - Nunziature diverse, Francia, vol. 293A, lettere scritte al Nuntio in Francia 1609-1612, foglio 432 v.
Card. Borghese a Ubaldini. Di Roma li 28 di agosto 1612.
Roma - A. S. Vaticano - Segreteria di Stato - Nunziatura di Francia, vol. 55, foglio 207 v. e 208 r. Ubaldini (da Parigi) al med.(esim)o (cardinale Borghese) de 30 di agosto 1612.
Roma - A. S. Vaticano - Segreteria di Stato - Nunziature diverse, Francia, vol. 293A, lettere scritte al Nuntio in Francia 1609 - 1612, foglio 451 v. e 452 . Il card. Borghese a Ubaldini. Di Roma li 26 di Sett.(em)bre 1612.
Roma - A. S. Vaticano - Segreteria di Stato - Nunziatura di Francia, vol. 55, foglio 259. Ubaldini al medesimo sig.re Card.le (Borghese) de 25 d'ottobre 1612.
Roma - A. S. Vaticano - Segreteria di Stato - Nunziature diverse, Francia, vol. 293A, lettere scritte al Nuntio in Francia 1609-1612, foglio 479 r.  e 479 v . Il card. Borghese a Ubaldini. Di Roma li 24 di novembre 1612.
Roma - A. S. Vaticano - Segreteria di Stato - Nunziatura di Francia -  Registro 55 - pag. 296 recto e 297. Ubaldini all'Ill.mo sig. Card.(ina)le Borghese de 20 di Dixbre 1612 .
Londra, British Museum, Lettere del Card. Ubaldini, nella sua Nunziatura di Francia,1610 - 1616; Add. 8726, f. 305 v. Card. Ubaldini al Card. Borghese, 20 Dec. 1612.
Roma - A. S. Vaticano - Segreteria di Stato - Nunziatura di Francia, vol. 55, foglio 297 r. e v. Ubaldini al S.(igno)re Card.(ina)le Mellini (membro del Sant'Uffizio, il Tribunale dell'Inquisizione di Roma) di 20 di Xbre 1612.
Roma - A. S. Vaticano - Segreteria di Stato - Nunziature diverse, Francia, vol. 71, lettere scritte al Nuntio in Francia dal Card. Borghese, 1613-1614,  foglio 17 r. e v . Il card. Borghese a Ubaldini. Di Roma 21 gennaio 1613
Roma - A. S. Vaticano - Segreteria di Stato - Nunziatura di Francia, vol. 295A, Registro di Lettere della Segreteria di Stato di Paolo V al Vescovo di Montepulciano Nuntio in Francia l'anno 1613-1614, foglio 21 v.  e 22 r. Il Segretario Porfirio Feliciani vescovo di Foligno al Nuntio in Francia.
Roma 21 Genn.° 1613.
Roma - A. S. Vaticano - Segreteria di Stato - Nunziatura di Francia, vol. 55, foglio 343 v. Ubaldini al S.(igno)re Card.(ina)le Mellini De 26 di Febraro 1613.
Roma - A. S. Vaticano - Segreteria di Stato - Nunziatura di Francia, vol. 55, foglio 375 v. e 376 . Ubaldini al med.(esim)o S.(igno)re Card.(ina)le Mellini De 23 d'aprile 1613.
Roma - A. S. Vaticano - Segreteria di Stato - Nunziatura di Francia - Registro 55 - pag. 466 r. Ubaldini al Sig.re Card.(ina)le Borghese. Di Parigi li 8 d'ottobre 1613.
Roma - A. S. Vaticano - Segreteria di Stato - Nunziatura di Francia - Registro 56 - pag. 38 recto e 39. Ubaldini al med.(esim)o sig. Card.(ina)le Millini de 25 di febbraio 1614.
Roma - A. S. Vaticano - Segreteria di Stato - Nunziature diverse, Francia, vol. 71, lettere scritte al Nuntio in Francia dal Card. Borghese, 1613-1614, foglio 215 v. e 216 r. Il card. Borghese a Ubaldini. Di Roma li 24. Maggio 1614.
Roma - A. S. Vaticano - Segreteria di Stato - Nunziatura di Francia - Registro 56 - pag. 95 recto e 96. Ubaldini al sig.re Card.(ina)le Borghese degli 31 di luglio 1614. Di Parigi.
Roma - A. S. Vaticano  - Segreteria di Stato - Nunziatura di Francia - Registro 56 - pag. 118 . Ubaldini al sig. Card.(ina)le Millini de 14 di o.(tto)bre 1614.
Roma - A. S. Vaticano - Segreteria di Stato - Nunziatura di Francia - Registro 56, foglio 246 - 246 retro - 247 . Ubaldini al med.(esi)mo s.(ignor) Card.(ina)le (50) de 27 agosto 1615.
Londra, British Museum, Lettere del Card. Ubaldini, nella sua nunziatura di Francia,1610 - 1616; Add. 8727, ff.123 v. -125. Card. Ubaldini al Card. Borghese, 27 Aug. 1615.
Parigi, Biblioteca nazionale di Francia - Departement des Manuscrits, Italien 866, Registro di Lettere della Nunziatura di Francia di Monsignor Ubaldini dell'anno 1615 e 1616, lettera 127. Ubaldini al S.(ignor) C.(ardinale) B.(orghese) P.(arigi) li 27 agosto 1615.
Roma - A. S. Vaticano - Segreteria di Stato - Nunziature diverse, Francia, vol. 41, Lettere del Sir. Card.le Ubaldini nella sua Nunciatura di Francia dell'anno 1615 e 1616 (Tomo VI), foglio 189 r. e v. -190 r. e v. Ubaldini al Sig.re Card.(ina)l Borghese li 27 Ag.(ost)o 1615.